# Heuchera parishii
Heuchera parishii är en stenbräckeväxtart som beskrevs av Per Axel Rydberg. Heuchera parishii ingår i släktet alunrötter, och familjen stenbräckeväxter. Inga underarter finns listade i Catalogue of Life.